# Heinrich Nöthig
Heinrich Carl Albert Nöthig (* 1809; † 29. April 1876 in Jakobskirch bei Glogau) war ein deutscher Pastor und Politiker.

## Leben
Nöthig studierte Evangelische Theologie und war von 1835 bis 1876 Pastor, zunächst in Weissholz und seit 1849 in Jakobskirch.
Vom 12. Januar 1849 bis zum 10. Mai 1849 vertrat er (für Albert August von Unwerth) den Wahlkreis 11. Provinz Schlesien (Glogau) in der Frankfurter Nationalversammlung. Im Parlament blieb er fraktionslos und stimmte mit dem Rechten Zentrum.